# Moritz Christian von Schwandes
Moritz Christian von Schwandes (* 1688 in Schwedisch-Pommern; † 23. März 1760 in Alt Kolziglow in Hinterpommern) war ein königlich-preußischer Oberstleutnant und Kommandeur des Garnisons-Regiments Nr. 7.

## Leben

### Militärlaufbahn
Schwandes nahm bereits an den Feldzügen in Italien, den Niederlanden und in Pommern teil. Er war 1715 Premier-Lieutenant bei Infanterie-Regiment Nr. 3 (Anhalt-Dessau). Danach wurde er Stabshauptmann im Regiment. Im Jahr 1723 erhielt er eine eigene Kompanie im neuerrichteten Infanterie-Regiment Nr. 28 (Mosel) in Wesel. Am 14. Mai 1734 erhielt er wegen Krankheit seinen Abschied. Aber schon am 14. Juli 1734 wurde er Oberstleutnant im Dienst des Fürstenhauses Anhalt. Er wurde Chef eines anhaltischen Bataillons und nahm damit am Rheinfeldzug von 1734 teil. Dort gelang es ihm den Parteigänger de la Croix gefangen zu nehmen. Nach dem Feldzug wechselte das Bataillon in preußische Dienste, dort wurde Caspar Joachim von Wachholtz zum Chef des nunmaligen Garnisons-Regiments Nr. 4 ernannt. Schwandes wurde als Kommandeur in das Garnisons-Regiments Nr. 7 (Bredow) versetzt.
Er hatte unter König Friedrich Wilhelm I. und Fürst Leopold I. gedient. So begleitete er den Kronprinzen Friedrich nach seiner Verhaftung in Wesel in seine Gefangenschaft in Küstrin.

### Familie
Schwandes war dreimal verheiratet. Seine erste Frau war Friderike Christiane von Schenk († 1749 in Prenzlau, begraben in Nieden). Das Paar hatte einen Sohn und drei Töchter. Er war danach mit N.N. von Puttkamer aus dem Haus Geseritz verheiratet. Das Paar hatte eine Tochter. Seine dritte Frau wurde N.N. von Puttkamer aus dem Haus Lindenbusch, mit der er einen Sohn hatte.
- Christiane Friedrike (* 8. März 1708; † 8. Februar 1753)[1] ⚭ Levin Ludwig von Winterfeld (* 10. Oktober 1713; † 27. November 1770)[2]
- Henriette Eleonore (1719–1791) ⚭ Hans Adolf von Auerswald († 1759)[3], Gutsbesitzer und holländischer Hauptmann (Eltern von Hans Jakob von Auerswald)
- Ludovia Luise Sophie († 14. September 1755) ⚭ 1741 S. A. Stöller[4] (Bruder von Georg Wilhelm Steller (1709–1746))